# 圣昂格拉斯
圣昂格拉斯（法語：Sainte-Engrâce，法語發音：[sɛ̃t ɑ̃ɡʁas]）是法国大西洋比利牛斯省的一个市镇，位于该省南部，属于奥洛龙-圣玛丽区。

## 地理
圣昂格拉斯（43°0'51"N, 0°51'15"W）面积72.69 平方千米，位于法国新阿基坦大区大西洋比利牛斯省，该省份为法国东南部省份，涵盖了贝阿恩与北巴斯克，西临大西洋比斯開灣，北至朗德省，东北接热尔省，东临上比利牛斯省，南与西班牙接壤。
与圣昂格拉斯接壤的市镇（或旧市镇、城区）包括：利克-阿泰雷、奥镇、拉讷昂巴雷图斯、阿雷特、伊萨瓦、拉罗。
圣昂格拉斯的时区为UTC+01:00、UTC+02:00（夏令时）。

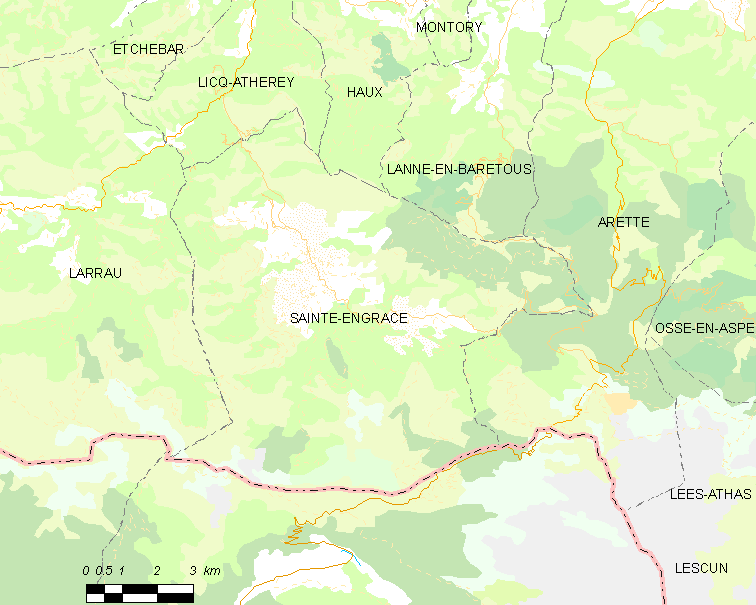
圣昂格拉斯的OSM定位图

## 行政
圣昂格拉斯的邮政编码为64560，INSEE市镇编码为64475。

## 政治
圣昂格拉斯所属的省级选区为巴斯克山地县。

## 人口

1962-2008年间圣昂格拉斯人口变化图示

圣昂格拉斯于2022年1月1日时的人口数量为172人。